# Elaver Vallis
L'Elaver Vallis è una struttura geologica della superficie di Marte.